# 易君左
易君左（1899年10月11日—1972年3月30日），原名家鉞，字君左，後以字行，號意園，晚號敬齋，筆名右君、二郎神、康匋文、花蹊、空谷山人等，湖南漢壽人，中華民國已故作家及詩人。

## 生平

### 中國大陸期間
祖父易佩紳、父親易順鼎。易君左從小就有「龍陽才子」美稱。1916年留學早稻田大學，因反對段祺瑞政府中日共同防敵軍事協定而罷學歸國，在上海入王兆榮的《救國日報》工作。1918年秋，入北京大學法本科政治門二年級，並入少年中國學會，投身五四運動。還加入社会主义研究会、馬克思主義研究會、中國家庭研究會。1921年，加入文學研究會，同年夏，又東渡日本繼續早稻田未竟之學業。1922年，時任上海泰東書局編輯，捐出祖藏圖書約五千冊，在漢壽縣城敬惜堂創辦首家圖書館，並題書竹簡對聯：「周朝始置藏書吏，闔邑皆成識字人。」1923年，獲早稻田大學政治經濟學碩士，回國後從事新文化活動，被魯迅列入京派作家。1926年參加北伐，歷任國民革命軍總政治部編撰、湖南省政府顧問、參事、四川省政府編譯室主任、軍委政治部第三廳少將設計委員、國民黨中央宣傳部專員、《蘭州日報》社長等職。
30年代初期，由時任江蘇省教育廳長的周佛海委為編審主任，在揚州編印《天風》週刊，期間寫出由中華書局出版的散文集《閒話揚州》，因內容談及當地妓女等，引起揚州人憤怒，訴諸法院。儘管周佛海等人設法為其開脫，但輿論壓力之大，迫使鎮江法院在幾天之後再次開庭。後經王柏齡出面調解才達成協議，由易君左登報道歉，該書停止發行。 1937年初，曾參加蘇州文學社星社
聚會，並作《星社年會記》一篇,巧文將成員名字嵌入句中
1938年7月初，幫助郁達夫一家借寓在縣城蔡記醋鋪裡，並一起創作詩歌。抗戰時期，在重慶的國民政府軍事委員會任職，文風改變，說：「脫離時代而言詩，放棄人生而說教，餘未見其可。無論抒情言志，感時詠物，能常與時代同其呼吸，常與人生通其魂夢。」，寫出大量愛國新詩，如〈蘆溝橋風雲急矣〉、〈七•廿四成都空戰〉、〈九•一八十一周年〉等等。
1940年代國民政府日益腐敗，因目睹地方上競選國大代表期間行賄成風、醜聞百出，撰聯一副：「區選價賤，縣選價貴，兩三票換幾許金錢？投稿何如投票樂；賣者得錢，買者得名，千萬人選一個寶貝，代表原從代價來。」

### 香港期間
1949年2月，易君左離開上海直飛台北，住九個月後，避居香港，由湖南同鄉左舜生協助將鑽石山小樓尾房一小間讓給易君左和他太太住，他們還一起開雜貨店，名為「榮康商店」。易君左親寫春聯貼在商店門口，聯云：「店如斗大，貨比山高！」但一年多便關門大吉。南宮搏說他們這家商店既不榮，又不康，大約被三山五嶽的訪客吃光而關門。易君左後來在鑽石山自造一屋，名「隻溪書屋」，並親撰春聯：「一角溪山容小住，百年家國費長吟。」又復刊《新希望週刊》，初時只出版五期，虧損累累，後繼續辦一年三個月，出版六十三期，終告停刊。曾和王同榮、凌道揚的太太合辦一所學校，聘請李璜教社會，左舜生教近代史，南宮搏則教先秦諸子。
在香港期間的十八年，曾任珠海學院教授、香港的美國援助中國知識人士協會編輯所文藝組主任、《星島日報》副刊主編、香港浸會學院專任教授兼中國語文系主任、國際筆會香港分會理事兼出版主任。
次子易征、三子易殿和小女兒易鴛在大陸曾參加中国人民志愿军 。易征亦為作家。

### 台灣期間
1969年9月，易君左來臺定居，出任政工幹校教授兼臺灣銀行監察人。1972年3月30日，病逝於台北，在台的漢壽同鄉會輓聯曰：「三代擅才名，早有文章驚海內；千秋成絕唱，更無閒話到揚州。」

## 身後
官拜中華民國海軍少將的長子易鶚，捐獻出父親及易氏作家群的大批著作、信函書畫、圖片等文獻資料，促成建成漢壽縣「中華易君左文庫」，已於2000年10月公開展出。

## 軼事
- 錢歌川在《浪跡煙波錄》的〈易君左與黃四娘〉，回憶他兄長跟易君左皆是长沙明德中学第八班同學。當時易君左已綻露文學天份，寫一部白話文小說《他和她》，用油印分贈友好。內容描寫他和晚号君略的妻子黃學藝相愛的故事，小說末尾是說六十年後一個白髮老翁和一個白髮老婆，扶著手杖，相偕歸隱；但現實上兩人勞燕分飛，晚年易君左居留香港，妻子則住臺灣。[8]

- 30年代，有人藉由《閒話揚州》的風波，出一上聯在南京《中國日報》征對：「易君左閒話揚州，引起揚州閒話；易君，左矣。」，應徵者頗多，由葉古紅獲首選：「林子超主席國府，連任國府主席；林子，超然。」、另一續聯居後：「王子壯監察委員，拒絕委員監察；王子，壯哉。」後來又有好事者續出：「唐生智誓守南京，導致南京失守，唐生，智乎？」、「陳公博計畫實業，推行實業計畫；陳公，博耶？」。魯迅寫：「假那時我想，假如寫一篇暴露小說，指定事情是出在某處的罷，那么，某處人恨得不共戴天，非某處人卻無异隔岸觀火...大家爭一通閒气——《閒話揚州》是最近的例子。」[3]

## 作品
- 《中國家庭問題》，北京大學家庭研究社，1921年
- 《西子湖邊》，泰東圖書局，1925年4月
- 《西洋家族制度研究》，商務印書館，1931年4月
- 《閒話揚州》，中華書局，1934年3月
- 《杜甫今論》，獨立出版社，1940年4月
- 《中興集》，自印，1944年8月
- 《祖逖》，青年書店，1944年10月
- 《戰後江山》，江南印書館，1948年8月
- 《西北壯遊》，新希望周刊社，1949年11月
- 《君左詩選》，自印，1953年7月
- 《君左選》，大公書局，1953年10月
- 《回夢三十年》，香港創墾出版社，1954年
- 《祖國江山戀》，自由出版社，1954年4月
- 《偉大的青海盡頭──易君左遊記選集》，友聯出版社，1954年4月
- 《中國民族英雄》，亞洲出版社，1954年6月
- 《四魂血淚記》，自由出版社，1954年7月
- 《錦繡河山集──江蘇》，亞東圖書公司，1954年9月
- 《香港心影》，大公出版社，1954年10月
- 《祖國山河》，亞洲出版社，1954年12月
- 《錦繡河山集──臺灣》，亞東圖書公司，1955年4月
- 《閩粵光輝集》，友聯出版社，1955年11月
- 《抗戰光榮記》，大公出版社，1956年4月
- 《華僑詩話》，自印，1956年5月
- 《楊家將》，亞洲出版社，1956年6月
- 《彩筆寫名山》，幸福出版社，1956年8月
- 《愛國文選》，海外文庫出版社，1957年
- 《牛郎織女》，亞洲出版社，1957年9月
- 《易君左詩文選》，新陸書局，1958年1月
- 《易君左遊記精選》，頌文出版社，1961年8月
- 《中國文學綱要》，熊芳出版社，1961年9月
- 《中國社會史》，啟明書局，1961年9月
- 《從流亡到歸國》，仙人掌出版社，1968年11月
- 《蘆溝橋號角》，三民書局，1969年
- 《大湖的兒女》，三民書局，1969年5月
- 《火燒趙家樓》，三民書局，1969年6月
- 《勝利與還都》，三民書局，1970年5月
- 《海角天涯十八年》，大明王氏出版公司，1970年12月
- 《中國百美圖》，大明王氏出版公司，1972年
- 《烽火夕陽紅》，三民書局，1971年3月
- 《中國文學大綱》，信明出版社，1971年6月
- 《中國文學史》，華聯出版社，1973年10月
- 《易君左自選集》，黎明文化公司，1975年12月
- 《四海詩心》，臺灣商務印書館，1977年2月
- 《易君左四十年詩》，自印，1987年9月
- 《論孔子刪詩評詩作詩諸問題》，香港浸信會書院，年代不明